# Queso panir
El queso panir (del inglés, paneer; a su vez del hindi: पनीर panīr o del persa پنير panir) es un queso fresco originario de la India y utilizado en la gastronomía de la India y en la del sur de Asia. Puede ser empleado en diferentes preparaciones. Se trata de un queso cuajado, no curado, ácido, que no se funde. Ha sido cuajado calentando la leche con limón u otro alimento ácido. A diferencia de otros muchos quesos no requiere de cuajo como agente coagulante, es por ello totalmente lactovegetariano y es una de las fuentes más frecuentes de proteínas para los vegetarianos. Suele comerse sin sal y cocinado.

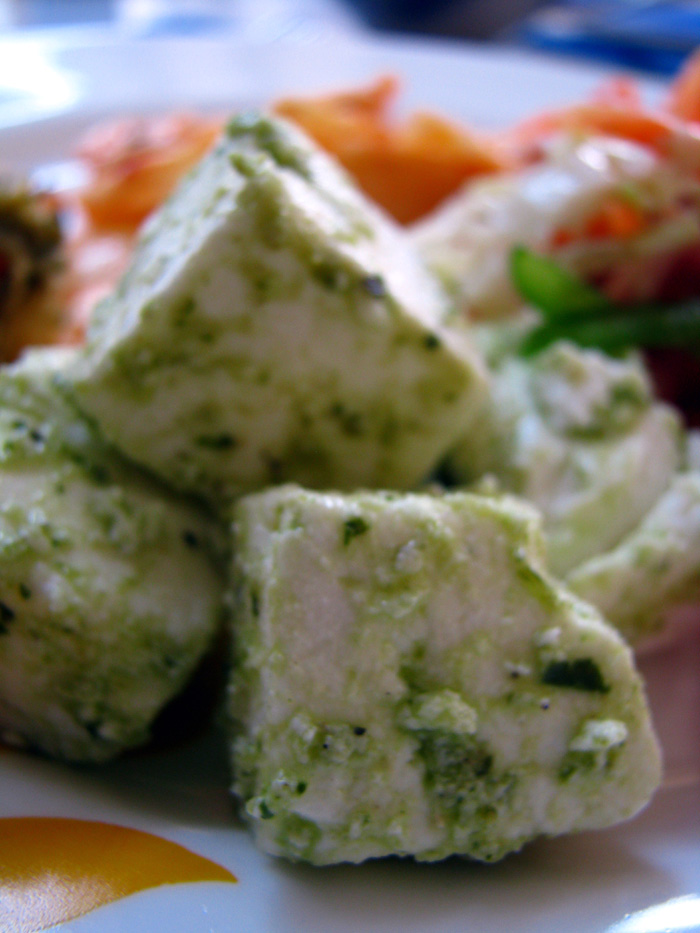
Dados de paneer en una ensalada servida en un restaurante indio en Bombay.

## Preparación
El panir se prepara con leche y zumo de limón. Se hierve la leche y luego se le añade el zumo de limón que provoca que la leche coagule y se separen líquidos de sólidos. Se puede escurrir con una tela adecuada y dejar reposar con un peso encima. A veces se utiliza algún tipo de vinagre para producir el coagulado.